# Euseius alterno
Euseius alterno är en spindeldjursart som beskrevs av Qayyum, Akbar och Afzal 200. Euseius alterno ingår i släktet Euseius och familjen Phytoseiidae. Inga underarter finns listade i Catalogue of Life.